# Wahlenbergia flexuosa
Wahlenbergia flexuosa är en klockväxtart som först beskrevs av Joseph Dalton Hooker och Thomas Thomson, och fick sitt nu gällande namn av Mats Thulin. Wahlenbergia flexuosa ingår i släktet Wahlenbergia och familjen klockväxter. Inga underarter finns listade i Catalogue of Life.